# Tres formas de amar
Tres formas de amar (en el original: Threesome) es una película estadounidense de 1994, perteneciente a los géneros comedia dramática y erótico. Fue escrita y dirigida por Andrew Fleming y protagonizada por Lara Flynn Boyle, Stephen Baldwin y Josh Charles. Es una historia autobiográfica, combinada con comentarios sociales, basada en las memorias universitarias de Fleming.

## Argumento
Eddy (Josh Charles) y Stuart (Stephen Baldwin), dos estudiantes universitarios, comparten un cuarto para tres. Un error de la administración hace que Alex (Lara Flynn Boyle), una chica que pretende ser actriz, sea la tercera compañera de cuarto. 
Al comienzo, la relación resulta un tanto tensa y los tres esperan que la universidad consiga un lugar para Alex.  Entretanto, Alex trata de seducir a Eddy sin resultado, ya que es él es gay. Stuart se enamora de Alex y, finalmente, los tres se convierten en buenos amigos hasta que la amistad se quiebra cuando acuerdan tener un trío sexual.  
Después de haber tenido relaciones sexuales y llegar el final del semestre, Alex se va a vivir a otra parte; Eddy consigue una pareja masculina y Stuart la suya con una mujer. Alex permanece sola. Pasado el tiempo, suelen reunirse y ninguno se arrepiente del trío sexual que protagonizaron.
.

## Anécdotas del rodaje
- El director Andrew Fleming dijo que la película está basada en una similar experiencia propia que tuvo durante la universidad.

- Un par de años después del rodaje de la película, Baldwin se reconvirtió en un "Cristiano renacido" y miembro del Partido Republicano. En posteriores entrevistas ha renegado de la película y ha sentido la necesidad de declarar que no es bisexual ni está interesado en tríos sexuales.

- La película de la que habla Eddy, que vio durante sus clases de cine francés, sobre dos hombres que se enamoran de la misma mujer es Jules y Jim (1962).